# Авока (Арканзас)
Авока (енгл. Avoca) град је у америчкој савезној држави Арканзас.

## Демографија
По попису из 2010. године број становника је 488, што је 65 (15,4%) становника више него 2000. године.
| Група             | 2000.       | 2010.       |
| Белци             | 386 (91,3%) | 382 (78,3%) |
| Афроамериканци    | 0 (0,0%)    | 0 (0,0%)    |
| Азијати           | 1 (0,2%)    | 3 (0,6%)    |
| Хиспаноамериканци | 26 (6,1%)   | 85 (17,4%)  |
| Укупно            | 423         | 488         |